# Ультраправа політика у Швейцарії
Ультраправа політика у Швейцарії була заснована в ході піднесення фашизму в Європі в міжвоєнний період. Це було здебільшого маргінальне явище в період холодної війни, за винятком сплеску радикального правого популізму на початку 1970-х років, і  воно знову зазнало зростання разом із правою Швейцарською народною партією з 1990-х років.

## Світові війни (1914–1945)
Швейцарія була однією з найменш імовірних країн у Європі, щоб піддатися фашизму, оскільки її демократія мала глибоке коріння, їй бракувало розчарованого націоналізму, вона мала високий рівень життя, широке розповсюдження власності та хорошу  економіку. 1 Незважаючи на це, до Другої світової війни в Швейцарії існувала низка ультраправих і фашистських груп.
Найпершим з них було Швейцарське патріотичне об'єднання  Ойгена Бірхера, засноване  у 1918 році. Здобувши впливових членів, він проіснував до 1947 року. Він був пов’язаний з внутрішньою обороною , антисемітською групою, заснованою в 1925 році.  Рух загонів  доктора Якоба Лоренца, сформований у 1933 році, користувався певною підтримкою нижчого середнього класу, виступаючи за співпрацю з нацистською Німеччиною. Франц Буррі виступав за подібну близькість і очолював різноманітні рухи, включаючи Швейцарську конфедерацію  у Великій Німеччині (1941), Націонал-соціалістична ліга Швейцарії та Націонал-соціалістичний рух Швейцарії (обидва 1942).
До 1937 року фактично існувало три основні мовні групи, тобто Національний фронт (сформований у 1933 році) для німецькомовних, Національний союз для франкомовних і  Національна ліга Тічино для італійців, причому останні дві діяли в ретороманських областях. З них лише Національному фронту вдалося заручитися реальною підтримкою . Інші незначні, пронацистські, фашистські чи ультраправі групи, які були активними, включали: Швейцарське відділення НСДАП під керівництвом Вільгельма Густлоффа.
Союз за народ і Батьківщину – християнська ультраправа група під керівництвом Рудольфа Ґроба, Самуеля Хааса та професора Вальтера Вілі.
Союз за народ і Батьківщину – більш відверто пронацистський відкол від Національного фронту під керівництвом колишнього лідера Рольфа Хенне. Ця група була замінена Національним  рухом Швейцарії  у 1940 році.
Федеративний Фронт  – антисемітська група, якою керував Генріх Ойген Вехлін між 1933 і 1938 роками.
Федеральна партія соціальних працівників – Цюріхська група, яка діяла з 1936 по 1940 рік під керівництвом Ернста Гофмана.
Фашистський рух Швейцарії – рух послідовника Беніто Муссоліні Артура Фоньяллаза. Вона виросла з його попередніх груп Helvetic Action Against Secret Societies і Federation Fasciste Suisse.
Католицький Фронт і Фронт войовничих католиків – два пронацистські римо-католицькі рухи, очолювані братами Карлом і Фрідоліном Ведерами.
Націонал-соціалістична швейцарська робітнича партія –  нацистська група, також відома як Volksbund, очолювана майором Ернстом Леонгардтом. 
Ряд пронацистських партій і організацій проіснували навіть у Другу світову війну. Однак у ході війни ці пронацисти стали дуже непопулярними і були фактично загнані в підпілля, Національний фронт і його наступна група Федеральна колекція  були заборонені в 1943 році.

## Період холодної війни (1946–1989)
Після Другої світової війни  права політика знову з’явилася під виглядом радикального правого популізму проти Überfremdung ( “надмірна іноземна держава” ) (на початку 1970-х років, особливо організованого Джеймсом Шварценбахом. Перший сплеск правого популізму вщух наприкінці 1970-х років, але він вижив у формі кількох ультраправих маргінальних партій, Nationale Action (Національна Дія) (1961–1990), правої групи, яка залучила кількох неофашистів і республіканців  до її рядів   (1971–1990), у 1990 році об’єдналися в Швейцарську демократію та Партію свободи (засновану  в 1984 році як Autopartei «автомобільна партія» у відповідь на новий рух зелених).
Певний час також існувала ліберальна екологічна партія, яка підтримувала ультраправі погляди на захист навколишнього середовища, що нагадувало екофашизм. 
Наприкінці війни в Швейцарії з’явився неонацизм, найважливішою групою стала Народна партія Швейцарії Гастона-Армана Амаудруза. Швейцарська нацистська партія також існувала на незначному рівні, і під час судового процесу 1970 року було почуто докази, що вона підтримувала зв’язки з Аль-Фатахом. Франсуа Жену також був її членом і допомагав підтримувати зв'язки між групою та Яльмаром Шахтом і Народним фронтом визволення Палестини.
З більш неофашистського ухилу, Швейцарія також приймала відроджене Серкль Прудона, причому група тісно співпрацювала з французькою  Науково-дослідною  групою  з питань європейської цивілізації.  

## Нові праві (1990–дотепер)
З середини 1990-х років усі маргінальні партії були здебільшого поглинені Швейцарською народною партією (SVP), що розширювалася, вона   ініціювала відродження правого популізму з кінця 1980-х років. Партія в основному вважається національно-консервативною   , але її також по-різному ідентифікували як «крайньоправу»  та «радикально-правопопулістську» , що відображає спектр ідеологій, присутніх серед його члени. Серед крайнього правого крила до нього входять такі члени, як Ульріх Шлюер, Паскаль Юнод, який очолює дослідницьку групу «нових правих» і якого пов’язують із запереченням Голокосту та неонацизмом.
Сцена неонацистів і білих скінхедів у Швейцарії значно зросла в 1990-х і 2000-х роках, зросла з приблизно 200  активних осіб у 1990 році до 1200 у 2005 році (або від 0,003% до 0,016% від загальної кількості населення).  Цей розвиток відбувався паралельно зі збільшенням присутності правого популізму через кампанії SVP і знайшов відображення у заснуванні Партії національно орієнтованих швейцарців   у 2000 році, що призвело до покращення організаційної структури неонацистської та білої расистської сцени. . PNOS домігся обрання члена муніципальних органів влади в Лангенталі в 2004 році та Гюнсберзі наступного року.
У 2005 році федеральна поліція Швейцарії нарахувала 111 інцидентів правого екстремістського руху, підрахувавши, що кількість осіб, залучених до «правої екстремістської сцени», зросла на 20% до бл. Від 1000 до 1200. У той же час кількість слабо залучених симпатиків впала з 700 до 600, таким чином загальна кількість людей, причетних до правоекстремістської діяльності, зросла приблизно на 6% з 1700 до 1800 осіб (або 0,024% від загальної кількості населення).  У 2019 році в Швейцарії було зареєстровано 29 інцидентів, пов’язаних з правим екстремізмом, у порівнянні з 207 інцидентами лівого екстремізму (майже у 8 разів більше). Лише один інцидент був пов’язаний із насильством (порівняно зі 115 інцидентами лівого екстремізму). 
Ультраправі активісти ненадовго привернули увагу основних засобів масової інформації, зірвавши святкування національного свята Швейцарії в 2005 році на лузі Рютлі. У звіті за 2006 рік  повідомляється про 109 правоекстремістських інцидентів, з яких 60 стосувалися фізичного насильства (55%). Розмір правоекстремістської сцени залишається стабільним і становить 1200 активних осіб. У порівнянні з минулим роком поліція констатує значне зростання лівоекстремістських інцидентів, їх кількість зросла на 87 до 227, причому 65% становлять інциденти з фізичним насильством.
Bund Oberland, група, пов’язана з мережею скінхедів білої влади Blood and Honour, також була активною в країні, особливо у розповсюдженні компакт-дисків. 
Невелика Швейцарська національна партія була короткочасно активна під керівництвом Давида Муласа,  яка була розпущена в 2003 році. Ця група була тісно пов'язана з Національно-демократичною партією Німеччини.
На федеральних виборах 2011 року ультраправі групи ще більше знизилися, швейцарські демократи залишилися найбільшими з 4838 голосами або 0,20% від загальної кількості голосів, що менше половини, ніж у 2007 році. Меншими групами, які брали участь у виборах, були швейцарці. Націоналістична партія в Берні і Во (1198 голосів, 0,05%) і Народна Дія  Еріка Вебера в Базель-Штадті (810 голосів, 0,03%).

## Міжнародний активізм
Статус Швейцарії як світового центру нейтралітету означав, що вона іноді була важливою в міжнародних зв’язках для фашистів і неонацистів.
До Другої світової війни Швейцарія була ключовою в концепції фашизму як міжнародного явища, оскільки вона приймала Міжнародний центр фашистських досліджень (CINEF) і конгрес Комітету дій за універсальність Риму (CAUR) у 1934 році.  Новий європейський порядок Амаудруза представляв подібне післявоєнне явище зі швейцарської бази, хоча й на основі неонацизму, а не італійського фашизму.